# Elizabeth Magie
Elizabeth J. Phillips, nata Magie (Macomb, 9 maggio 1866 – Arlington, 2 marzo 1948), è stata un'imprenditrice e autrice di giochi statunitense.

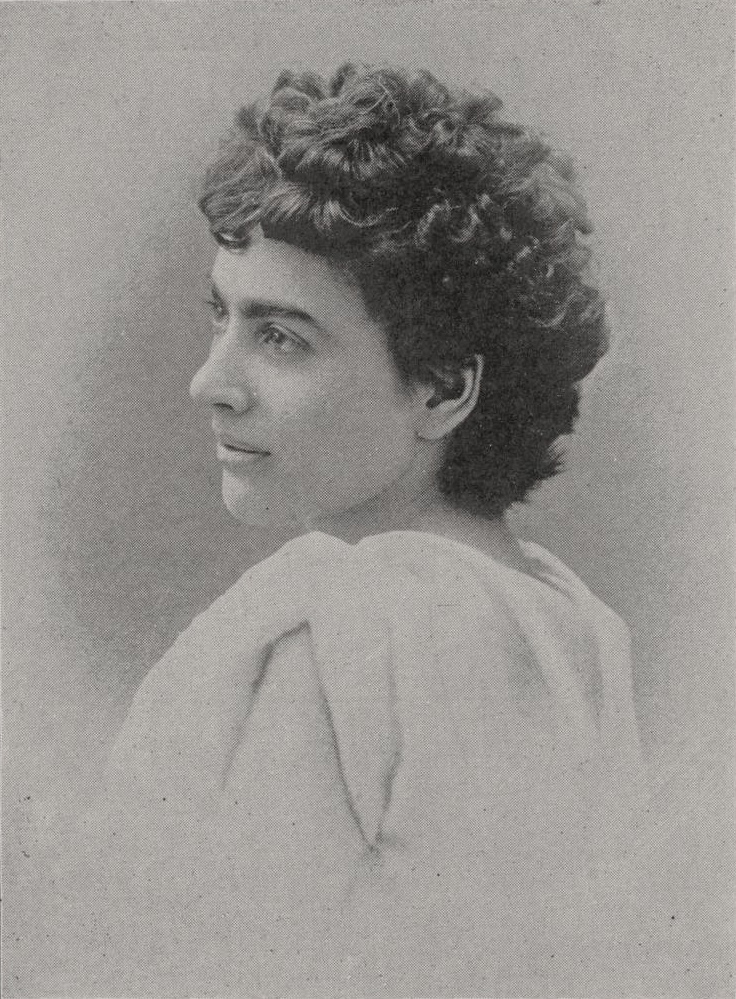
Lizzie Magie nel 1892

Allo scopo di illustrare gli insegnamenti dell'economista Henry George ha inventato The Landlord's Game, il precursore del Monopoly.

## Biografia
Nacque nel 1866 in Illinois, figlia di James Magie, editore di giornali e abolizionista, compagno di viaggio di Lincoln alla fine del 1850 e protagonista di accese discussioni politiche con Stephen Douglas. James Magie introdusse Elizabeth alle opere dell'economista Henry George, in particolare al libro Progress and Poverty, dopo il quale Elizabeth divenne una forte sostenitrice di quello che allora era un sistema a tassazione unica: il georgismo. All'inizio degli anni Ottanta del XIX secolo lavora come stenografa. Fu anche scrittrice di racconti brevi e di poesie, comica, attrice di scena, femminista e ingegnera. Nel 1906 ha lavorato come giornalista.
Per primo creò il gioco, noto come The Landlord's Game, reso popolare tra gli amici mentre viveva a Brentwood in Maryland. Nel 1903, chiese all'Ufficio Brevetti degli Stati Uniti un brevetto per il suo gioco da tavolo, volto a dimostrare gli effetti negativi economici del monopolio fondiario e dell'uso dell'imposta sul valore fondiario come rimedio, brevetto che le fu concesso il 5 gennaio 1904.
Nel 1906 si trasferisce a Chicago. Quell'anno, lei e alcuni colleghi georgiani formarono l'Economic Game Co. per auto-pubblicare l'edizione originale de The Landlord's Game. Nel 1910 sposò Albert Wallace Phillips. Nello stesso anno la fabbrica di giochi da tavolo, Parker Brothers pubblicò il suo umoristico gioco di carte Mock Trial. Nel 1912, The Landlord's Game, Bre'r Fox e Bre'r Rabbit, furono adattati dalla Newbie Game Co al mercato scozzese. Sebbene le istruzioni affermino che era protetto da un brevetto britannico, non vi erano prove che ciò sia stato effettivamente fatto.
Lei e suo marito ritornarono sulla costa orientale degli Stati Uniti e, nel 1924, brevettarono una versione riveduta del gioco. Poiché nel 1921 il suo brevetto originale era scaduto, si è visto questo come il tentativo di riaffermare il controllo sul suo gioco, gioco che veniva utilizzato in alcune università, dove gli studenti avevano creato le loro copie. Nel 1932, venne pubblicata dalla Adgame Company di Washington D.C., la seconda edizione di The Landlord's Game, probabilmente un altro tentativo di auto-pubblicazione. Questa versione comprendeva due giochi in uno, in quanto, per un gioco chiamato Prosperty venivano date regole alternative.
Dopo un'intervista del gennaio 1936 apparsa su un giornale di Washington D.C., in cui era un po' critica nei confronti della Parker Brothers, la ditta decise di pubblicare altri due suoi giochi.
Nel 1937 e nel 1938 vendettero i loro ultimi giochi da tavolo che ebbero successo solo negli Stati Uniti nordorientali, Bargain Day e King's Men (1937) e una terza versione de The Landlord's Game (1939). Nel gioco Bargain Day gli acquirenti competono tra loro in un grande magazzino; King's Men è un gioco di strategia astratto. Attualmente sono rimaste poche copie originali della versione della Parker Brothers di The Landlord's Game, mentre sono meno rare le copie dei giochi di Bargain Day e King's Men.
Magie morì a Staunton in Virginia, nel 1948, all'età di 82 anni. È sepolta con il marito nel cimitero dei Columbia Gardens, situato ad Arlington, in Virginia.

## Eredità
Il suo ruolo come inventrice del Monopoli quando era ancora in vita non venne scoperto, ma soltanto durante le ricerche a seguito di un processo. Ralph Anspach, professore di economia, nel 1973 iniziò una lunga battaglia legale contro la Parker Brothers per il suo gioco Anti-Monopoly. Durante la ricerca sul caso ha scoperto i suoi brevetti. La sua ricerca è entrata a far parte del fascicolo del tribunale.